# Eusebio Sierra
Eusebio Cuerno de la Cantolla (Santander, 8 de julio de 1850-Santander, 19 de marzo de 1922), conocido como Eusebio Sierra, fue un autor teatral, periodista y empresario español.

## Biografía
Nacido en la ciudad cántabra de Santander el 8 de julio de 1850, cursó en dicha ciudad sus estudios de bachillerato. Luego se trasladó a Madrid donde realizó estudios de derecho. En 1879 se casó con Eugenia Riaño, del pueblo cántabro de Liérganes, vinculada a la familia que creó la Electra Pasiega, cuyo Consejo de Administración también presidiría. Murió en Santander el 19 de marzo de 1922. Fue conocido como «Eusebio Sierra», nombre artístico al que anexionó el apellido de su abuelo.
Colaboró en diversos diarios, dirigió el periódico santanderino La Atalaya y fue fundador de la Asociación de la Prensa en esta ciudad. En Madrid cofundó en 1899 la Sociedad de Autores Españoles para protegerse de los abusos de los propietarios de los teatros y archivos, embrión de lo que sería la Sociedad General de Autores y Editores.

## Libretos
Entre sus principales libretos se pueden citar:
- Tras el saco, con música de Taboada, estrenada en el teatro Eslava el 17 de marzo de 1882.
- Angeles y Serafines, con Enrique Prieto y música del maestro Taboada, estrenada en el teatro Marín el 5 de diciembre de 1882.
- La plaza de Antón Martín, con Granes y Prieto y música de Chueca y Valverde, estrenada en el teatro de Variedades el 23 de marzo de 1882.
- Pobre Gloria, con música de Nieto, estrenada en el teatro de Variedades el 20 de octubre de 1883.
- ¡Al baile!, con música de Taboada, estrenada en el teatro de Recoletos el 4 de julio de 1884.
- Al campo, con música de Taboada.
- De Madrid a París, con José Jackson y música de Chueca y Valverde, estrenada el 12 de julio de 1889.
- Sauterie de Susana, con música de Taboada, estrenada en el Recoletos el 11 de junio de 1887.
- La Romería de Miera, con música de Angel de las Pozas, estrenada en el teatro de la Zarzuela el 26 de marzo de 1890.
- La noche de San Juan, con música de los Valverde estrenada en el teatro Apolo el 22 de febrero de 1894.
- San Antonio de la Florida, con música de Albéniz, estrenada en el Apolo el 26 de octubre de 1894.
- La caza del oso o El tendero de comestibles, con José Jackson y música de Chueca, estrenada el 6 de marzo de 1891.
- La estudiantina, con música de Gregorio Mateos, estrenada en la Zarzuela el 4 de enero de 1893.
- Botín de guerra, con música de Tomás Bretón, estrenada en el teatro de la Zarzuela el 31 de diciembre de 1896.
- Covadonga, en colaboración con Marcos Zapata y música de Bretón, estrenada en el teatro Paris el 22 de enero de 1901.
- Blasones y talegas, de la obra de José María de Pereda, con música de Ruperto Chapí, estrenada en el Apolo el 16/3/1901.
- El código de penal, con Joaquín Albati y música de Barrera, estrenada en el teatro Cómico de Madrid el 24 de diciembre de 1901.